# Russula subsect. Heterophyllinae
Russula subsect. Heterophyllinae ist eine Untersektion aus der Gattung Russula, die innerhalb der Sektion Heterophyllae steht.

## Merkmale
Die Untersektion enthält mittelgroße bis große Arten mit robusten Fruchtkörpern. Der Hut ist grünlich, bräunlich, fleischrötlich, aber niemals rein rötlich oder gelblich gefärbt. Das Sporenpulver ist weiß bis weißlich cremefarben, der Geschmack mild. Das Fleisch verfärbt sich weder im Alter noch bei Verletzungen. FeSO4 führt zu einer rötlichen Verfärbung und mit Anilin färbt sich das Fleisch gelb. Der Stiel ist meist weiß und wird oft braunfleckig. 
Die Huthaut besitzt filamentöse Hyphen-Endzellen, die nahe der Basis leicht verdickt sein können. Die Pileozystiden in der Huthaut sind meist nur spärlich und färben sich mit Sulfovanillin meist nur schwach oder undeutlich an.
Innerhalb der Untersektion sind der Fleischrote Speisetäubling (R. vesca) und Grüne Speisetäubling (R. heterophylla) durch mehrfach verzweigte Nadelzystiden gekennzeichnet. Nadelzystiden sind eine für die Sektion Heterophyllae typische Zystidenform, die an verschiedenen Stellen des Fruchtkörpers oder des Mycels vorkommen können. Sie zeichnen sich durch farblose bis leicht gelbliche, dicke Wände und spitz zulaufende Enden aus. Ihre Basis ist oft blasig erweitert. Bei den beiden Speisetäublingen haben die Nadelzystiden eine leicht angeschwollene Basis und werden auch als „crins“ (Rosshaare) bezeichnet. Gehäuft kommen die Zystiden in der Hutmitte und an sehr jungen Fruchtkörpern vor. 
- Die Typart ist Russula heterophylla, der Grüne Speisetäubling.[1][2][3]

### Systematik
Die Untersektion Heterophyllinae steht bei Bon innerhalb der Sektion Heterophyllae und entspricht der Sektion Heterophyllinae von Romagnesi und der Untersektion Heterophyllae bei Sarnari. Lediglich Singer unterteilt das Taxon in zwei Untersektionen, die Lividinae mit den beiden Speisetäublingen und die Untersektion Modestinae, in der der Wiesel-Täubling steht. Beide Untersektionen stehen innerhalb der Sektion Rigidae, die der Sektion Heterophyllae von Bon entspricht.
Molekularbiologische und morphologische Untersuchungen zeigen, dass die Untersektion Heterophyllinae innerhalb der Sektion Heterophyllae an der Basis des Stammbaums steht. 
Innerhalb der Untersektion sind die beiden Speisetäublinge durch ihre mehrfach verzweigten Nadelzystiden in ihrer Mykorrhiza gekennzeichnet. Auch die Nadelzystiden in der Huthaut und die molekularen Daten zeigen die enge Verwandtschaft der beiden Arten. 
Auch der Wiesel-Täubling steht bei den meisten Autoren (Romagnesi, Sarnari, Bon) in der Untersektion Heterophyllae. Ob er in diese Untersektion gehört, ist nach der Mykorrhiza-Analyse und molekularen Daten fraglich. Doch nur Singer stellt die Art in eine eigene Untersektion Modestinae. Auf jeden Fall zeigt der Wiesel-Täubling viele Merkmale, die auch für die Untersektion Griseinae typisch sind. Zwar verfärbt sich sein Fleisch mit Eisensulfat orange-rosa wie es für R. vesca und R. heterophylla typisch ist, aber das eher cremefarbene, nicht weiße Sporenpulver und das Fehlen von Nadelcystiden in der Huthaut unterscheidet ihn deutlich von den beiden Speisetäublingen und verweist auf die Untersektion Griseinae. Der Wiesel-Täubling nimmt also anatomisch eine Stellung zwischen den beiden Untersektionen ein.
| Deutscher Artname           | Wissenschaftlicher Artname | Autor            |
| --------------------------- | -------------------------- | ---------------- |
| Fleischroter Speisetäubling | Russula vesca              | Fr. (1836)       |
| Grüner Speisetäubling       | Russula heterophylla       | (Fr.) Fr. (1838) |
| Wiesel-Täubling             | Russula mustelina          | Fr. (1838)       |